# Inline-Speedskating-Europameisterschaften 2017
Die Inline-Speedskating-Europameisterschaften fanden vom 1. bis 8. Juli 2017 im portugiesischen Lagos statt.
Die erfolgreichsten Teilnehmer waren Francesca Lollobrigida mit fünf Goldmedaillen bei den Frauen und Stefano Mareschi mit drei Goldmedaillen bei den Herren.

## Frauen
| Distanz              | Gold                                                      | Silber                                                                 | Bronze                                                                 |
| Bahn                 | Bahn                                                      | Bahn                                                                   | Bahn                                                                   |
| -------------------- | --------------------------------------------------------- | ---------------------------------------------------------------------- | ---------------------------------------------------------------------- |
| 300 m Einzelsprint   | Sandrine Tas                                              | Stien Vanhoutte                                                        | Vanessa Herzog                                                         |
| 500 m Sprint         | Vanessa Herzog                                            | Francesca Lollobrigida                                                 | Jenny Peissker                                                         |
| 1000 m Sprint        | Francesca Lollobrigida                                    | Vanessa Herzog                                                         | Maite Ancin Gambarte                                                   |
| 10000 m Punkte-Auss. | Francesca Lollobrigida                                    | Sandrine Tas                                                           | Maite Ancin Gambarte                                                   |
| 15000 m Ausscheidung | Francesca Lollobrigida                                    | Sandrine Tas                                                           | Giulia Lollobrigida                                                    |
| 3000 m Staffel       | DeutschlandLaethisia Schimek Jenny Peissker Josie Hofmann | SpanienMaite Ancin Gambarte Maialen Oñate Jimenez Sheyla Posada Guerra | FrankreichJosephine Alliaud Marine Lefeuvre Maelann Le Roux            |
| Straße               |                                                           |                                                                        |                                                                        |
| 100 m Einzelsprint   | Vanessa Herzog                                            | Sandrine Tas                                                           | Giulia Bongiorno                                                       |
| 1 Runde Sprint       | Vanessa Herzog                                            | Sheyla Posada Guerra                                                   | Giulia Bongiorno                                                       |
| 10000 m Punkte       | Francesca Lollobrigida                                    | Sandrine Tas                                                           | Laura Brandolini                                                       |
| 20000 m Ausscheidung | Francesca Lollobrigida                                    | Sandrine Tas                                                           | Giulia Lollobrigida                                                    |
| 5000 m Staffel       | BelgienSandrine Tas Stien Vanhoutte Anke Vos              | ItalienFrancesca Lollobrigida Giulia Lollobrigida Laura Brandolini     | SpanienSheyla Posada Guerra Maite Ancin Gambarte Maialen Oñate Jimenez |
| Langstrecke          |                                                           |                                                                        |                                                                        |
| 42195 m Marathon     | Manon Kamminga                                            | Francesca Lollobrigida                                                 | Josie Hofmann                                                          |

## Männer
| Distanz              | Gold                                                                  | Silber                                                       | Bronze                                                       |
| Bahn                 | Bahn                                                                  | Bahn                                                         | Bahn                                                         |
| -------------------- | --------------------------------------------------------------------- | ------------------------------------------------------------ | ------------------------------------------------------------ |
| 300 m Einzelsprint   | Simon Albrecht                                                        | Darren De Souza                                              | Mathias Vosté                                                |
| 500 m Sprint         | Simon Albrecht                                                        | Ioseba Fernandez                                             | Darren De Souza                                              |
| 1000 m Sprint        | Stefano Mareschi                                                      | Bart Swings                                                  | Patxi Peula                                                  |
| 10000 m Punkte-Auss. | Timothy Loubineaud                                                    | Bart Swings                                                  | Daniel Niero                                                 |
| 15000 m Ausscheidung | Stefano Mareschi                                                      | Daniel Niero                                                 | Patxi Peula                                                  |
| 3000 m Staffel       | BelgienBart Swings Mathias Vosté Tim Sibiet Karel Meulders            | DeutschlandFelix Rijhnen Simon Albrecht Thimo Kiesslich      | FrankreichTimothy Loubineaud Nolan Beddiaf Quentin Giraudeau |
| Straße               |                                                                       |                                                              |                                                              |
| 100 m Einzelsprint   | Ioseba Fernandez                                                      | Darren De Souza                                              | Segio Borja Garcia                                           |
| 1 Runde Sprint       | Ioseba Fernandez                                                      | Mathias Vosté                                                | Andrea Angeletti                                             |
| 10000 m Punkte       | Nolan Beddiaf                                                         | Patxi Peula                                                  | Timothy Loubineaud                                           |
| 20000 m Ausscheidung | Nolan Beddiaf                                                         | Daniel Niero                                                 | Patxi Peula                                                  |
| 5000 m Staffel       | ItalienDaniel Niero Giuseppe Bramante Duccio Marsili Stefano Mareschi | PortugalDiogo Marreiros Martyn Dias David Pedro Márcio Costa | FrankreichNolan Beddiaf Joris Garderes Quentin Giraudeau     |
| Langstrecke          |                                                                       |                                                              |                                                              |
| 42195 m Marathon     | Bart Swings                                                           | Nolan Beddiaf                                                | Crispijn Ariens                                              |

## Medaillenspiegel
| Platz | Land        | Gold | Silber | Bronze | Gesamt |
| ----- | ----------- | ---- | ------ | ------ | ------ |
| 1.    | Italien     | 8    | 5      | 7      | 20     |
| 2.    | Belgien     | 4    | 9      | 1      | 14     |
| 3.    | Frankreich  | 3    | 3      | 5      | 11     |
| 4.    | Deutschland | 3    | 1      | 2      | 6      |
| 5.    | Österreich  | 3    | 1      | 1      | 5      |
| 6.    | Spanien     | 2    | 4      | 7      | 13     |
| 7.    | Niederlande | 1    | 0      | 1      | 2      |
| 8.    | Portugal    | 0    | 1      | 0      | 1      |